# Moulay Brahim (comuna)
Moulay Brahim (em árabe: مولاي إبراهيم) é uma comuna rural do sul de Marrocos, cuja sede é a aldeia de My Brahim, que faz parte da província de Al Haouz e da região de Marraquexe-Safim. Em 2004 tinha 10 979 habitantes. No mesmo ano, 3 273  habitantes viviam na sede da comuna  e   7 706 fora dela.. Estimava-se que a vila tivesse 3 353 habitantes em 2012.
É uma aldeia berbere, situada no Alto Atlas, 20 km a sul de Marraquexe, 50 km a sul de Tahannaout e 6 km a norte de Asni (distâncias por estrada). A aldeia encontra-se no vale do Reraïa junto às chamadas gargantas de Moulay Brahim que se estendem até Tahannaout e ao planalto de Kik, uma área de badlands que vai de Ouirgane, a sul, até My Brahim.
A localidade deve o seu nome ao santo sufi Mulei Braim, neto de outro santo sufi Cide Abedalá ibne Alhaçani]], o fundador da zauia (confraria muçulmana) de Tameslohte. Moulay Brahim fundou a sua própria zauia em 1628 no que era então a aldeia de Kik, que depois tomou o nome do santo cujo mausoléu se encontra em My Brahim.